# Уинстън-Сейлъм Оупън
Уинстън-Сейлъм Оупън (на английски: Winston-Salem Open) е турнир по тенис за мъже, провеждан на твърда настилка на открити кортове в университета Уейк Форест в Уинстън-Сейлъм, Северна Каролина, САЩ. Турнирът е част от Турнири от международната серия 250 на АТП. 

## История
Преди това турнира е провеждан в Лонг Айлънд и Ню Хейвън, като Кънектикът Оупън, но правата са продадени и е преместен в Уинстън-Сейлъм, като се създава нов турнир. Уинстън-Сейлъм  Оупън дебютира през 2011 г. и е част от серия 250 на АТП.

## Финали

### Сингъл
| Година | Шампион                                       | Финалист                                      | Резултат                                      |
| ------ | --------------------------------------------- | --------------------------------------------- | --------------------------------------------- |
| 2024   | Лоренцо Сонего                                | Алекс Микелсен                                | 6 – 0, 6 – 3                                  |
| 2023   | Себастиан Баес                                | Иржи Лехечка                                  | 6 – 4, 6 – 3                                  |
| 2022   | Адриан Манарино                               | Ласло Джере                                   | 7 – 6(7–1), 6 – 4                             |
| 2021   | Иля Ивашка                                    | Микаел Имер                                   | 6 – 0, 6 – 2                                  |
| 2020   | Турнирът на се провежда (пандемията КОВИД-19) | Турнирът на се провежда (пандемията КОВИД-19) | Турнирът на се провежда (пандемията КОВИД-19) |
| 2019   | Хуберт Хуркач                                 | Беноа Пер                                     | 6 – 3, 3 – 6, 6 – 3                           |
| 2018   | Даниил Медведев                               | Стив Джонсън                                  | 6 – 4, 6 – 4                                  |
| 2017   | Роберто Баутиста Агут                         | Дамир Джумхур                                 | 6 – 4, 6 – 4                                  |
| 2016   | Пабло Каренио Буста                           | Роберто Баутиста Агут                         | 6 – 7(6–8), 7 – 6(7–1), 6 – 4                 |
| 2015   | Кевин Андерсън                                | Пиер-Юг Ербер                                 | 6 – 4, 7 – 5                                  |
| 2014   | Лукаш Росол                                   | Йежи Янович                                   | 3 – 6, 7 – 6(7–3), 7 – 5                      |
| 2013   | Юрген Мелцер                                  | Гаел Монфис                                   | 6 – 3, 2 – 1, отказва се                      |
| 2012   | Джон Иснър                                    | Томаш Бердих                                  | 3 – 6, 6 – 4, 7 – 6(11–9)                     |
| 2011   | Джон Иснър                                    | Жулиен Бенето                                 | 4 – 6, 6 – 3, 6 – 4                           |